# دار المعرجي (السياني)

تعديل مصدري - تعديل

دار المعرجي هي إحدى قرى عزلة الدامغ بمديرية السياني التابعة لمحافظة إب، بلغ تعداد سكانها 386 نسمة حسب تعداد اليمن لعام 2004.